# Psammastacus confluens
Psammastacus confluens is een eenoogkreeftjessoort uit de familie van de Leptastacidae. De wetenschappelijke naam van de soort is voor het eerst geldig gepubliceerd in 1935 door Nicholls.